# José Estrada y Estrada
José Estrada y Estrada (Aguilar de la Frontera, Còrdova, 31 de gener de 1874 - Màlaga, 20 de setembre de 1936) fou un advocat i polític espanyol.

## Biografia
Fill d'un magistrat, va viure la seva infància traslladant-se als llocs de destinació del seu pare. Després de cursar el batxillerat a Cadis, realitza la carrera de lleis, destacant aviat com advocat criminalista.
Va començar la seva carrera política sent regidor i tinent d'alcalde de Màlaga i diputat a Corts pel Partit Liberal Conservador pels districtes de Vélez-Torrox i Ronda-Campillos, en la Província de Màlaga, alternativament, des de les eleccions generals espanyoles de 1914. El 1922 fou subsecretari de Fomento, l'any 1922.
Va abandonar la política activa durant la Dictadura del general Miguel Primo de Rivera, a la qual es va oposar en els seus discursos, per dedicar-se plenament al dret.
Va ser nomenat Ministre de Justícia i Culte al govern Berenguer, que va succeir al de Primo de Rivera, des del 30 de gener de 1930 fins al 25 de novembre de 1930 i, posteriorment, Ministre de Foment des del 25 de novembre de 1930 fins al 18 de febrer de 1931.
Convençut monàrquic, va tractar d'aglutinar les forces lleials al sistema polític de la Restauració borbònica en una candidatura per Màlaga que afrontés amb garanties d'èxit les eleccions municipals espanyoles de 1931. Després de la proclamació de la Segona República Espanyola es convertiria durant la primera meitat dels anys 30 en símbol de l'anterior sistema polític, motiu pel qual seria freqüentment atacat pels republicans.
En esclatar la Guerra Civil espanyola, la seva casa fou saquejada i incendiada, per la qual cosa es veuria obligat a fugir. Refugiant en un Hotel, com molts altres membres de la burgesia malaguenya, seria capturat per part de les Milícies Populars de la ciutat, que l'acusaven de la mort d'Ángel García Hernández i Fermín Galán, protagonistes de la insurrecció de Jaca, i això malgrat que al costat de Jacobo Fitz-James Stuart y Falcó havia estat l'únic ministre a negar-se a rubricar la sentència de mort dels dos militars republicans.
Després de dos mesos d'estada a la presó provincial, va morir afusellat a Màlaga el 20 de setembre de 1936 amb uns altres 24 reclusos en una saques. El seu fill, José Luis Estrada Segalerva, va ser alcalde de Màlaga durant el franquisme.